# 微觀歷史
微觀歷史，是關注小单位研究的歷史編纂，小單位如事件、社区、个人或某定居点。喬伊納（Charles Joyner）認為，微观历史不只是簡單的案例研究，更是期望“從小地方問大問題”。  微觀歷史與社会史、文化史等領域密切相关。

## 腳註
1. ↑  Joyner, C. W. Shared Traditions: Southern History and Folk Culture, (Urbana: University of Illinois, 1999), p. 1. "asking large questions in small places"

- 林富士. . 三民. 2000. ISBN 9789571464329.